# Waco (Missouri)
Waco – miasto w Stanach Zjednoczonych, w stanie Missouri.
Liczba mieszkańców w 2000 roku wynosiła 86.